# Mentre siguis tu
Mentre siguis tu és una pel·lícula documental espanyola del 2023 escrita i dirigida per Claudia Pinto Emperador, centrada en la figura de l'actriu Carme Elias i Boada. Es va estrenar al Festival Internacional de Cinema de Sant Sebastià el 24 de setembre de 2023. Distribuïda per Filmax, es va anunciar l'estrena als cinemes el 15 de desembre de 2023 en cara que l'estrena efectiva es va fer als cinemes Girona el 19 de gener de 2024.

## Argument
A Carme Elias i Boada, prestigiosa actriu catalana amb una trajectòria força llarga (50 anys) en cinema, televisió i teatre, i guanyadora de nombrosos premis (Goya, Gaudí, Unión de Actores, Fotogramas de Plata), així com de la Creu de Sant Jordi, li han disgnosticat la malaltia d'Alzheimer. Per tal de resistir-se a la impotència d’aquest fet, amb ajuda de la seva amiga, la directora veneçolana Claudia Pinto Emperador, decideix interpretar el seu darrer paper: obrir-se de bat a bat rememorant les seves vivències, barrejant passat i present, per tal donar-ne testimoni "mentre encara sigui ella" i reclamant una mort digna quan deixi de ser-ho.
| « | Demano una mort digna quan les meves paraules s'enroquin en un idioma indesxifrable. | » |

## Intervencions
- Carme Elias
- Claudia Pinto Emperador
- Juan Carlos Corazza[5]
- Joan Elias[5]

## Producció
El 6 d'abril de 2022, l'actriu Carme Elías i la directora veneçolana Claudia Pinto Emperador van anunciar que estaven preparant el documental Aquí, ahora, sobre l'experiència d'Elias amb Alzheimer. Abans del seu anunci i de la revelació d'Elias al públic que semblava Alzheimer al març de 2022, el projecte ja havia començat el seu desenvolupament dos anys abans, en 2020. En algun punt de la seva producció el títol de la pel·lícula va canviar de Aquí, ahora a Mientras seas tú.

## Llançament i màrqueting
El 29 d'agost de 2023, es va anunciar que Mentre anessis tu tindria la seva estrena mundial al Festival Internacional de Cinema de Sant Sebastià el 24 de setembre de 2023, dins de la secció Made in Spain. Al setembre de 2023, poc abans de l'estrena de la pel·lícula en el festival, se'n van llançar el seu tràiler i el pòster. El 30 de novembre de 2023, coincidint amb la seva nominació a Millor Pel·lícula Documental als Premis Goya 2024, Filmax va anunciar que la pel·lícula seria estrenada a cinemes espanyols el 9 de febrer de 2024.

## Recepció

### Premis i nominacions
| Any  | Premi                | Categoria                    | Recipients       | Resultat   | Referències |
| ---- | -------------------- | ---------------------------- | ---------------- | ---------- | ----------- |
| 2024 | Premis Goya 2024     | Millor pel·lícula documental | Mentre siguis tu | Guanyadora | [ 13 ]      |
| 2024 | Premis Gaudí de 2024 | Millor pel·lícula documental | Mentre siguis tu | Guanyadora | [ 14 ]      |
| 2024 | XI Premis Feroz      | Feroz Arrebato de No-Ficció  | Mentre siguis tu | Pendent    | [ 15 ]      |